# 朝鲜气候变化
朝鲜极易受到气候变化的影响，因为其粮食安全薄弱，过去曾导致大范围饥荒。朝鲜国土环境保护部估计，1918年至2000年间，朝鲜的平均气温上升了1.9°C。在2013年版的德国观察气候风险指数中，朝鲜被评为 1992-2011年间受气候相关极端天气事件影响最严重的179个国家中第七位。
据估计2021年朝鲜的二氧化碳排放量约为5638万公吨。其中绝大部分是由于朝鲜依赖煤炭进行能源生产。由于朝鲜地处山区，海平面上升和极端天气事件发生频率增加，朝鲜最大的气候变化相关担忧是粮食安全。2017年和2018年粮食产量低下，导致约1030万人营养不良。这使得朝鲜高度依赖外国来满足粮食需求。这一挑战以及气候变化对经济增长的干扰可能会破坏朝鲜政府的极权统治，并可能成为未来政权更迭的原因。

## 温室气体排放
由于缺乏一致的报告，朝鲜的温室气体 (GHG) 排放量主要基于估计，最新数据估计，朝鲜在2021年排放了约 5638万公吨二氧化碳。尽管估计值之间存在不一致，但普遍的共识是，朝鲜的温室气体排放量在1990年代初达到峰值；根据联合国的统计，自1993年以来，排放量下降了约70%。此外，由于能源消耗低，朝鲜的二氧化碳排放量仅占全球排放量的0.15%；这低于1989年的峰值0.93%。这一高排放时期很大程度上是由于千里马运动，这是一项鼓励大规模工业化和经济增长的政府激励措施，而随后的排放量下降很大程度上是由于1990 年代的饥荒及其相关的能源和经济危机。

#### 能源消耗
朝鲜的大部分能源生产来自煤炭燃烧，因此2019年其约 85% 的排放来自煤炭燃烧。朝鲜的经济高度依赖煤炭出口，2013 年煤炭出口创造了14亿美元的收入（占该国GDP的10%），这对国际社会来说尤其令人担忧，因为朝鲜正在利用其煤炭和石油储备来免受国际社会对其核武器制度的压力。由于质量较高的无烟煤被留作出口，国内燃烧的大部分煤炭质量都很低，导致空气污染率很高。除了对区域健康和环境造成影响外（朝鲜的污染相关死亡率居世界首位），煤炭消费量的增加还影响了区域污染水平，据估计，韩国 20% 的空气污染源自朝鲜。

## 对自然环境的影响

#### 温度和天气变化
更多信息：朝鲜地理和朝鲜环境
朝鲜的北部和东部海岸主要由山脉组成。北部最大的山脉是咸镜山脉；在东部海岸，太白山脉延伸到韩国，构成朝鲜半岛的主要山脊。 这些山脉构成了该国最大的分水岭，鸭绿江、图们江和大同江等河流在此流入朝鲜湾和日本海。相比之下，朝鲜的平原相对较小，最大的平原是平壤平原和彩宁平原，各占地约500平方公里。

### 海平面上升
朝鲜在《联合国气候变化框架公约》下提出的“国家自主贡献”中报告称，预计到2100年海平面将上升0.67米至0.89米，这将导致东海岸海岸线后退67米至89米，西海岸海岸线后退670米至890米。联合国气候变化政府间小组在《气候变化中的海洋和冰冻圈特别报告》中表示，海平面上升将对洪水、海岸侵蚀和土壤盐渍化产生重大影响，这些变化将进一步破坏朝鲜的农田。

## 对人的影响

### 经济影响

#### 农业
更多信息：朝鲜饥荒
朝鲜政府在《环境与气候变化展望报告》中承认，干旱和洪水等极端天气事件、虫害爆发、森林和土地管理不善以及工业活动已大规模降低土壤生产力。此外，1918 年至 2000 年间，季节气温变化日益明显，冬季气温平均上升了 4.9 °C，春季气温平均上升了 2.4 °C。与其他科学观察结果相反，朝鲜政府认为这对农业有利，因为生长季节越来越长，农业生长条件正在改善。
美国国家公共电台的保罗·奇泽姆 (Paul Chisholm) 表示，气候变化对朝鲜的农业和粮食生产影响最大：
所谓“粮食不安全”的根源部分在于该国的地理和气候。该国大部分地区被山脉覆盖，几乎没有地方可以耕种。朝鲜还受到大面积水土流失和频繁干旱的困扰。此外，该国许多农民无法使用拖拉机和联合收割机等现代农业机械。所有这些因素加在一起，就意味着该国的粮食供应主要依赖邻国。
由于气候变化对朝鲜农业生产的影响，朝鲜公民的粮食安全大幅下降。1994 年至 1998 年的饥荒主要是由于盟国撤资、洪水和粮食分配系统失灵而加剧的，估计造成 24 万至 200 万人死亡。2014 年发生 18 个月的干旱后，由于主要省份粮食产量低，朝鲜政府于 2017 年和 2018 年宣布国家紧急状态，导致全国出现严重短缺。由于气候变化导致的粮食短缺，红十字会估计有 1030 万朝鲜人营养不良，20% 的 5 岁以下儿童因营养不良而面临身体和智力发育迟缓。据联合国粮农组织报告，朝鲜2019年需要粮食援助64.1万吨，较上年增加40.57%。

## 减缓和适应

### 政策和立法
更多信息：朝鲜政治
朝鲜的主体政治意识形态将环境问题置于社会政治问题的背景下，因此人们认为，要解决环境问题，就必须从资本主义革命向共产主义革命迈进。因此，朝鲜政府认为减少污染、有效的土地管理和环境保护是社会主义社会不可或缺的一部分。这促成了 1986 年《环境保护法》的制定，该法讨论了环境保护在建设共产主义方面的重要性，并概述了政府和人民在确保保护自然环境、特别是在污染方面的责任。气候变化已成为反美宣传的一个特征，国家媒体越来越多地提及美国在《联合国气候变化框架公约》（UNFCCC）中的阻挠行为以及美国相对较大的温室气体排放量。

### 国际合作
作为《联合国气候变化框架公约》的缔约方，朝鲜已批准《京都议定书》和《巴黎气候协定》。根据《巴黎协定》，朝鲜承诺到 2030 年将二氧化碳排放量减少 8%；但它指出，在国际财政支持和投资的帮助下，它可以在同一时期内实现 40% 的减排目标。这种遵守和国际气候变化合作部分源于对环境保护的真正关心，但也是获得外国援助和援助的手段。这种国际遵守是国际气候政治与朝鲜政府的生存需要相吻合的结果。
朝鲜已向《联合国气候变化框架公约》注册了几个清洁发展机制项目，以减少其排放。其中包括水电站和甲烷减排计划。这些项目得到了联合国 2019 年 12 月批准的 75.2 万美元资金的支持，将使朝鲜政府能够解决其参与气候缓解的结构性障碍。
2021 年 11 月，朝鲜驻英国大使崔日出席了在苏格兰格拉斯哥举行的 COP26 会议；尽管崔日大使没有就朝鲜是否与韩国或美国官员进行气候谈判发表评论，但朝鲜代表团出席了韩国总统文在寅关于朝鲜半岛重新造林的讲话。联合国气候变化会议是朝鲜代表定期参加的少数几个高级别国际会议之一。

## 社会与文化

### 政治稳定
尽管 2011 年最高领导人金正日去世后引发动乱担忧，但金正恩通过积极的外交政策和建立咨询机构和委员会实现了国内稳定。然而，气候变化对这种稳定构成了威胁。建立在国家全面控制基础上的朝鲜极权主义在很大程度上无法应对气候变化对经济增长、粮食生产和能源生产造成的重大破坏，因为极权主义控制比更常见的分散治理需要更多的资源——因此，气候变化限制了政权维持其治理职能的能力。在未来几年，由于气候变化，朝鲜预计将经历更大规模的移民、政府腐败，甚至主体思想本身的侵蚀。金正恩总统在 2021 年向朝鲜劳动党第八次代表大会提交的报告中指出，“建立国家灾害预防和危机管理体系”取得了进展，展现出提高未来应对气候变化和环境恶化能力的决心。
虽然气候变化对政治稳定的影响预计主要在国内，但也有人担心朝鲜的气候变化会影响地区稳定。粮食不安全和极端天气可能导致大规模移民到邻国，主要是中国——这可能会使朝鲜与中国的关系紧张，有可能使朝鲜边缘化，导致金正恩政权增加核武器建设和威胁感知。此外，沿海军事设施受到的环境影响越来越大，可能会导致对手将气候缓解努力误解为军事战略的变化，从而可能破坏外交关系或增加武装冲突的可能性。